# Handy Board
A Handy Board egy népszerű kézi robotikai vezérlő. A "handy" avagy "kézi" kifejezés a vezérlő kis méretére és hordozhatóságára utal, valamint az egyszerű kézi vezérlésre. A Handy Board-ot Fred G. Martin fejlesztette ki a Massachusettsi Műszaki Egyetemen, elődjét, a Martin és Randy Sargent az MIT LEGO Robot Contest vetélkedőre tervezett vezérlőjét alapul véve. A Handy Board vezérlőrendszer licence ingyenes, ezért a Handy Board különböző változatai több gyártótól is beszerezhetőek. A Handy Board-ot világszerte iskolák százaiban használják, és sok amatőr érdeklődő épít ezzel az eszközzel vezérelt hobbi célú robotokat, de más, nem robotikai célú projektekben is szerepel az eszköz.

## A Handy Board jellemzői
- 2 MHz-es órajelen futó 8 bites Freescale 68HC11 mikrovezérlő
- 32 KiB elemmel táplált SRAM
- 2x16 LCD karakteres képernyő
- négy 1A motor támogatása
- 6 szervómotor-vezérlő
- 7 digitális és 9 analóg bemenet
- 8 digitális és 16 analóg kimenet
- infravörös be-/kimeneti lehetőségek
- soros interfész képességek[1]
- hang kimeneti vonal
- mérete: 11 cm x 8,5 cm x 5,25 cm (hosszúság, szélesség, magasság – teleppel, bővítőkártyával és LCD képernyővel együtt)

## Fordítás
Ez a szócikk részben vagy egészben  a   Handy Board című angol Wikipédia-szócikk ezen változatának fordításán alapul.  Az eredeti cikk szerkesztőit annak laptörténete sorolja fel. Ez a jelzés csupán a megfogalmazás eredetét és a szerzői jogokat jelzi, nem szolgál a cikkben szereplő információk forrásmegjelöléseként.